# Chernopeev Peak
Der Chernopeev Peak (englisch; bulgarisch Чернопеев връх Tschernopeew wrach) ist ein felsiger und 543 m hoher Berg im Grahamland auf der Antarktischen Halbinsel. Auf der Trinity-Halbinsel ragt er 2,5 km nördlich des Church Point, 10,02 km ostnordöstlich des Levassor-Nunataks, 2,89 km südsüdwestlich des Kribul Hill und 8,5 km südwestlich des McCalman Peak an der Südostseite des Cugnot-Piedmont-Gletschers auf.
Deutsche und britische Wissenschaftler nahmen 1996 gemeinsam seine Kartierung vor. Die bulgarische Kommission für Antarktische Geographische Namen benannte ihn 2010 nach dem bulgarischen Unabhängigkeitskämpfer Christo Tschernopeew (1868–1915).